# ناحیه کگاله
ناحیه کگاله (به لاتین: Kegalle District) یک ناحیه در سری‌لانکا است که در استان ساباراگامووا واقع شده‌است.

## خصوصیات
ناحیه کگاله ۱٬۶۹۳ کیلومترمربع مساحت و ۸۳۷٬۱۷۹ نفر جمعیت دارد.